# Смесен градски хор „Стамен Панчев“
Смесен градски хор „Стамен Панчев“ е част от Народно читалище „Христо Ботев 1884“ в Ботевград.
Създаването на светски хор в Орхание през 1912 г. е едно от многобройните културни начинания на учителя и поета Стамен Панчев. Хорът има свое предначало в традицията на църковното пеене.
Негови диригенти са Стамен Панчев, Бенчо Илиев, Иван Георгиев, Григор Соколов, Иван Димитров, Иван Топалов, Дора Христова, Лили Станиславова, Донка Петрова, Антоний Живков, Иван Нешков. От 2003 г. диригент на хора е Татяна Цонкова и корепетитор Силвия Младенска.
Смесеният хор участва в редица Републикански фестивали на любителското творчество. Гастролира успешно в Русия, Унгария, Румъния, Гърция, Хърватия, Италия и Турция.
Репертоарът на хора включва произведения от различни стилове и епохи на известни български и чужди композитори: Моцарт – Ave verum corpus, Верди – хор на евреите из оп. „Набуко“, Антон Брукнер – Locus iste, Д. Христов – Тебе поем, П. Динев – Милост мира, А. Архангелский – Молитву пролию, Т. Попов – Пиле стано, а също и патриотични песни, обработки на народни песни – „Бре Петрунко“, „Полегнала е Тодора“ и др.